# Historisk Film
Historisk Film i Stockholm var ett svenskt filmproduktionsbolag.
Historisk Film konstituerades på 1920-talet för att producera ett flertal historiska monumentalfilmer. Företagets förste ordförande blev konteramiralen A. Wachtmeister med ingenjören Herman Rasch som vice ordförande och bokförläggaren Folke Hökerberg som VD.

## Filmproduktion
- 1925 – Karl XII del II
- 1925 – Karl XII